# محمد الحماد
محمد الحماد (عربی: محمد الحماد؛ زادهٔ ۳ سپتامبر ۱۹۸۹) یک بازیکن فوتبال اهل عراق است.
از باشگاه‌هایی که در آن بازی کرده‌است می‌توان به باشگاه ورزشی النواعیر، دهوک، و تیم ملی فوتبال عراق اشاره کرد.
وی همچنین در تیم ملی فوتبال Iraq u-19 بازی کرده است.